# ニコライ・アストルプ
ニコライ・アストルプ（Nikolai Astrup、1880年8月30日 - 1928年1月21日）は、ノルウェーの画家である。フランスで学んだ後、ノルウェーの風景などを描いた。

## 略歴
ノルウエー南部のヴェストラン県のBremangerに生まれ、1883年に父親が牧師として赴任したJølstravatn湖畔の村のÅlhusで育った。フィヨルドと草原の故郷の風景は後にアストルプの描く絵の題材になった。
父親は長男のニコライにも牧師の仕事に就かせるために、トロンハイムの祖母の家に送り1895年から神学校に進ませた。トロンハイムで趣味で絵を描き続け、トロンハイムの美術館に通い、エイリッフ・ペーテシェン（1852-1928）やエリク・ボドム（1829-1879）、エーリック・ヴァーレンショルド（1855-1938）、テオドール・キッテルセン（1857-1914）、イェールハルド・ムンテ（1849-1929） といったノルウエーの近代の画家たちの作品を知ることになった。神学校でラテン語の試験に落第した後、1899年にクリスチャニアの女性画家、ハリエット・バッケル（1845-1932）の美術学校で学び、風景画家のキティ・ランゲ・ヒェラン（Kitty Lange Kielland:1843–1914)に助力で美術収集家の支援を受けて、パリに留学できることになり、1901年から1902年の間、パリの私立の美術学校、アカデミー・コラロッシで学んだ。アカデミー・コラロッシではノルウェー出身の画家、クリスチャン・クローグに学んだ。
1902年にノルウエー南部に戻り、1907年に、16歳になる前の農家の娘と結婚した。その少し後に旅行助成金を受けてロンドンに旅し、ジョン・コンスタブルの作品から影響を受けた。1905年と1911年にクリスチャニアで展覧会を開き1908年にベルゲンで展覧会を開き、画家として評価された。結婚後、両親と住んでいたが後にJølstravatn湖対岸のSandalstrandに住んで8人の子供を育てた。
肺炎のため47歳でヴェストラン県のFørdeで亡くなった。
Sandalstrandでアストルプが暮らした家は「Astruptunet」という名前の博物館になっている。

## 作品

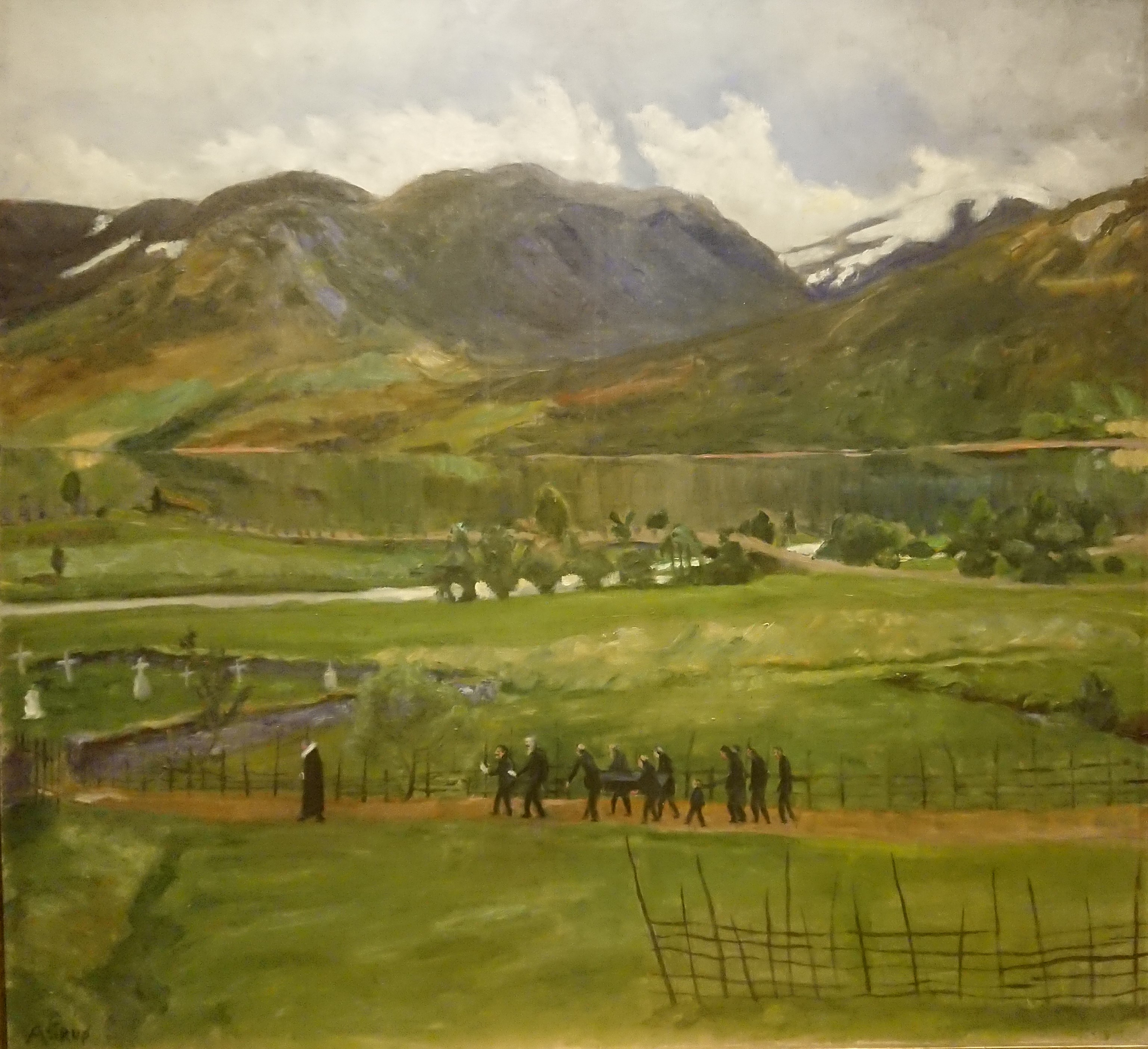
ノルウエー南部の葬列 (1908) コーデー・ベルゲン美術館
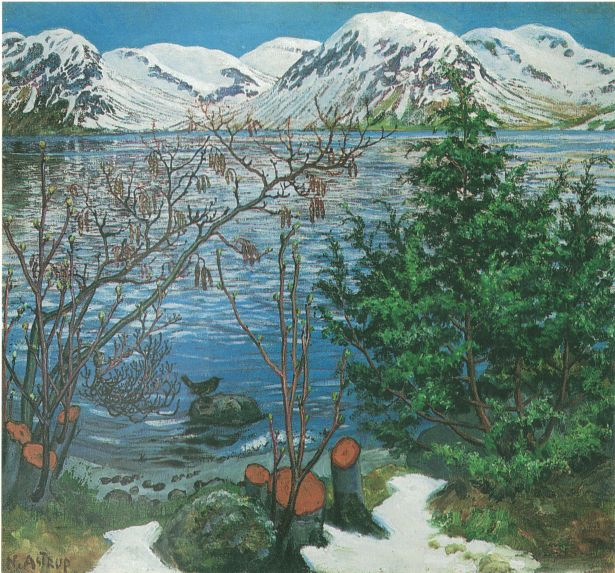
石の上に鳥のいる風景 (1912) コーデー・ベルゲン美術館
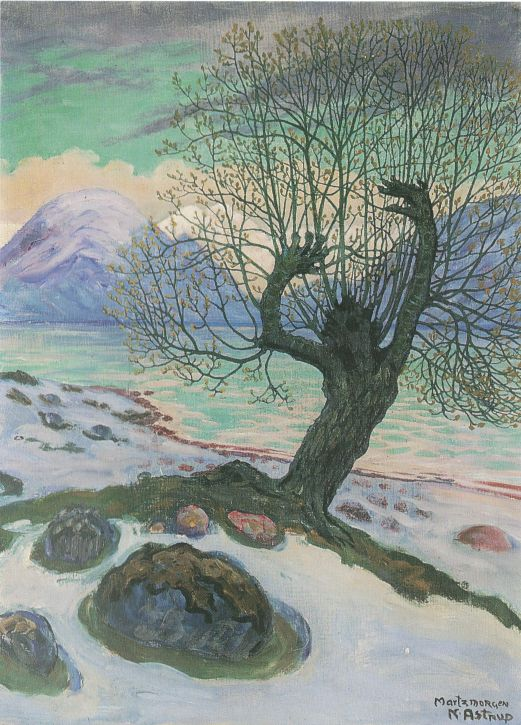
3月の朝 (c.1920) コーデー・ベルゲン美術館
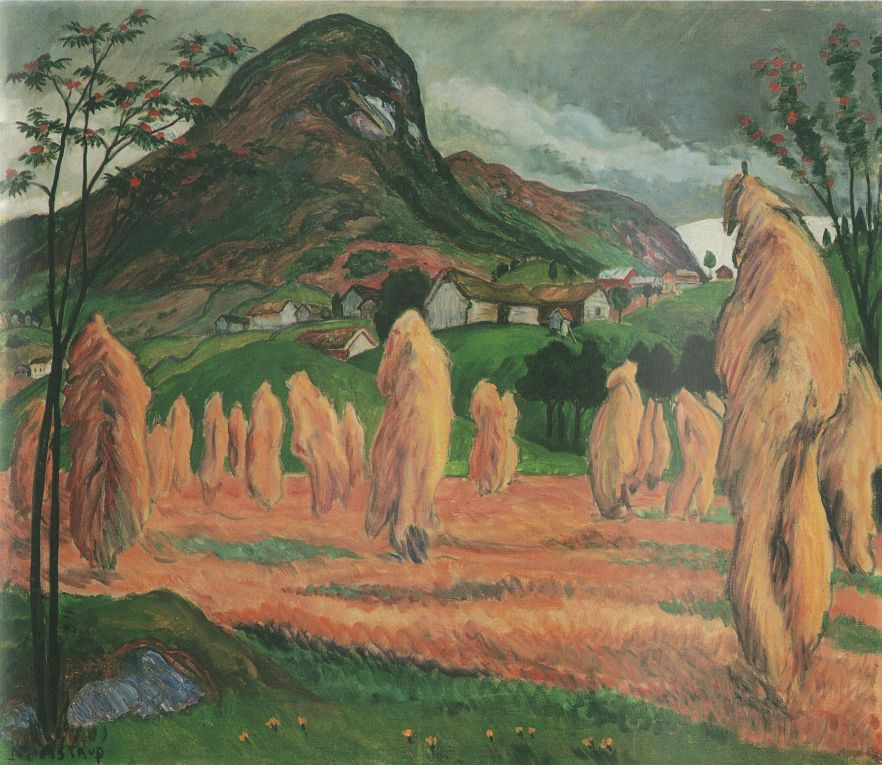
農作物を乾かしている畠

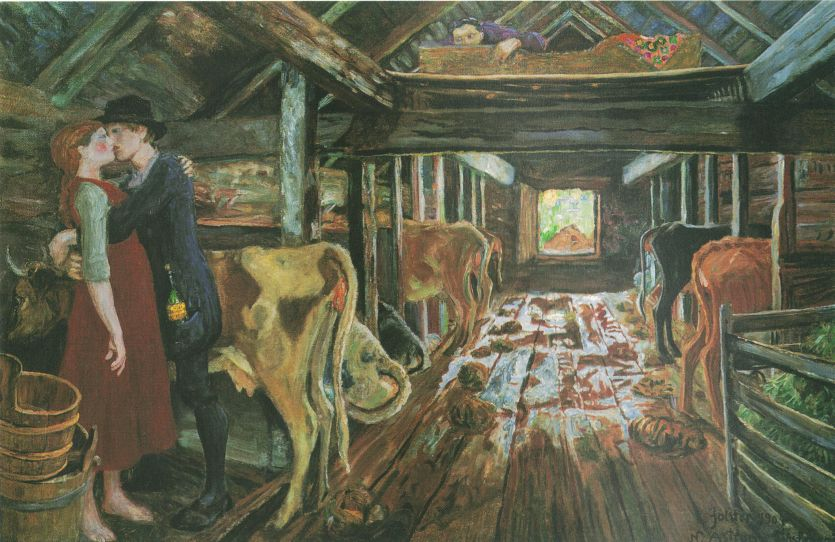
牛舎での求愛 (1903)
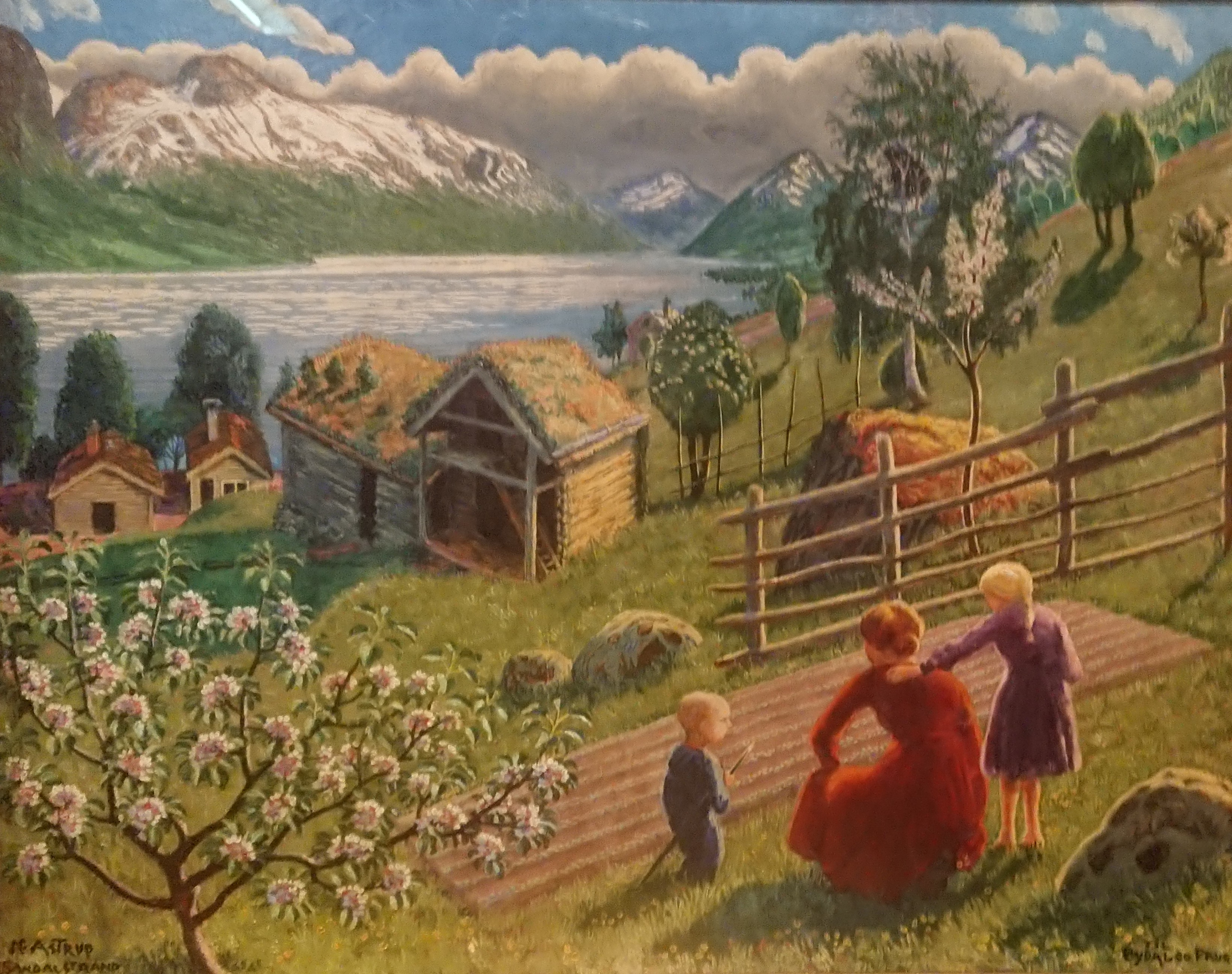
Sandalstrand (1926) コーデー・ベルゲン美術館
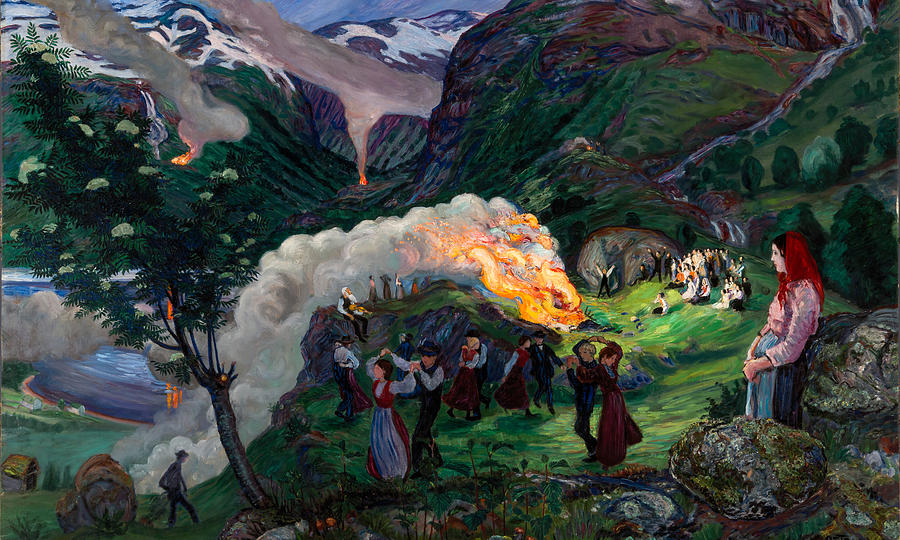
焚火 (1915)